# Vola
Vola est un groupe de metal progressif danois fondé en 2006 à Copenhague.

## Historique
Vola se forme en 2006 à Copenhague autour du chanteur et guitariste Asger Mygind. Le groupe sort deux EPs auto-produits, Homesick Machinery en 2008 puis Monsters en 2011.
Le premier album studio, intitulé Inmazes, est publié le 2 février 2015. Il obtient une sortie physique le 16 septembre 2015 sous le label Mascot Label Group (en). Fin 2016, Vola et le groupe islandais Agent Fresco accompagnent Katatonia dans sa tournée européenne pour l'album The Fall of Hearts. Le 2 juin 2017, Vola sort l'EP October Session qui comporte une version acoustique des morceaux Gutter Moon et Stray The Skies issues de l'album Inmazes.
Le second album, Applause of a Distant Crowd, sort le 12 octobre 2018. Vola accompagne dans leur tournée européenne les groupes britanniques Monuments en 2018, puis Haken en 2019.
Le troisième album, intitulé Witness, sort le 21 mai 2021,. Deux singles qui en sont extraits, Head Mounted Sideways et Straight Lines, sortent en novembre 2020 et janvier 2021 respectivement.
Le quatrième album, Friend of a Phantom, sort le 1er novembre 2024. Trois singles en sont extraits : Paper Wolf, sorti en août 2023 ; Break My Lying Tongue, sorti en juin 2024 ; et Cannibal, sorti en septembre 2024 et réalisé en collaboration avec Anders Fridén, chanteur du groupe suédois In Flames.

## Membres

### Membres actuels
- Asger Mygind – chant, guitare (depuis 2006)
- Martin Werner – clavier (depuis 2006)
- Nicolai Mogensen – basse (depuis 2011)
- Adam Janzi – batterie (depuis 2017)

### Anciens membres
- Jeppe Bloch – basse (2006–2011)
- Niklas Scherfig – batterie (2006–2011)
- Niels Dreijer – guitare (2006–2012)
- Felix Ewert – batterie (2011–2017)

## Discographie

### Albums studio
- 2015 : Inmazes
- 2018 : Applause of a Distant Crowd
- 2021 : Witness
- 2024 : Friend of a Phantom

### Albums live
- 2022 : Live from the Pool

### EPs
- 2008 : Homesick Machinery
- 2011 : Monsters
- 2017 : October Session